# ألفرد روست
ألفريد روست (بالإنجليزية: Alfred Rust) (4 يوليو 1900-14 أغسطس 1983) الألماني الجنسية، كان عالم ومنقب آثار وباحث انثربولوجي في عصور ما قبل التاريخ.

## حياته

### رحلته إلى الشرق الأوسط
لفهم أصل الأدوات الحجرية من العصر الحجري القديم في أوروبا الوسطى بشكل أفضل، (ولا شك أنها جذبت من خلال اكتشاف دوروثي جارود للثقافة النطوفية في وادي النطوف بالضفة الغربية الحالية في عام 1928) بدأ روست رحلة باستخدام الدراجة الهوائية إلى الشرق الأوسط في عام 1930 مع صديق له. بعد مغادرتهم هامبورغ في الاول من شهر سبتمبر مروراً عبر دول منطقة البلقان وتركيا ومن ثم سوريا وفلسطين، ونجحوا أخيرًا بعد العديد من المغامرات والمعاناة في الوصول إلى مدينة الإسكندرية في مصر.
خلال تلك الرحلة وبسبب الإنهاك والمعاناة من المرض، تم نقل روست إلى المستشفى الدنماركي في مدينة النبك شمال العاصمة السورية دمشق. وخلال فترة النقاهة التي امتدت على عدة أشهر، قام باستكشاف الكهوف المنحوتة في منحدرات وادي سكفتا بالقرب من مدينة يبرود الصغيرة وحفرها ليكتشف بمساعدة صديق رحلته وبعض العمال المحليين أحد أهم مواقع العصر الحجري القديم في الشرق الأوسط.
نشر روست قصة هذا الاكتشاف والمغامرة ونتائج أعمال التنقيب التي قام بها في يبرود بين عامي 1931 و 1933 في مجلة أوفا، وهي مجلة لعلم الآثار بقيادة غوستاف شوانتس (معلم روست) وهربرت يانكون.